# Q̕
Q̕ (q̕ en minuscule), appelé Q virgule sucrite à droite, est une lettre latine utilisée dans les romanisations ISO 9984 et DIN 32707 de l’alphabet géorgien.

## Utilisation
Le Q virgule suscrite à droite ‹ p̕ › est utilisé dans les romanisations ISO 9984 et DIN 32707 de l’alphabet géorgien pour translittérer le har ‹ ჴ ›.

## Représentations informatiques
Le Q virgule suscrite à droite peut être représenté avec les caractères Unicode suivants : 
- décomposé (latin de base, diacritiques) :

| formes    | représentations | chaînes de caractères | points de code | descriptions                                           |
| --------- | --------------- | --------------------- | -------------- | ------------------------------------------------------ |
| capitale  | q̕               | q◌̕                    | U+0071 U+0315  | lettre majuscule latine q diacritique virgule à droite |
| minuscule | q̕               | q◌̕                    | U+0071 U+0315  | lettre minuscule latine q diacritique virgule à droite |

## Sources
- BNF, « Translittération du géorgien », sur BNF Kitcat, 11 janvier 2010 (consulté le 22 décembre 2020)